# Grimmia shastai
Grimmia shastai là một loài Rêu trong họ Grimmiaceae. Loài này được Greven mô tả khoa học đầu tiên năm 2003.